# 1071년

## 연호
- 북송(北宋) 희녕(熙寧) 4년
- 요(遼) 함옹(咸雍) 7년
- 일본(日本) 엔큐(延久) 3년
- 서하(西夏) 천사예성국경(天賜禮盛國慶) 3년
- 리 왕조(李朝) 턴부(神武) 3년

## 기년
- 고려(高麗) 문종(文宗) 25년
- 북송(北宋) 신종(神宗) 4년
- 요(遼) 도종(道宗) 17년
- 서하(西夏) 혜종(惠宗) 5년
- 리 왕조(李朝) 성종(聖宗) 18년

## 사건
- 8월 26일 - 만지케르트 전투에서 비잔티움 제국군이 셀주크 제국군에게 대패